# Alberto Prunetti
Alberto Prunetti (Piombino, 1973) è uno scrittore e traduttore italiano.

## Biografia
Cresciuto in provincia di Grosseto, ha pubblicato i romanzi Potassa 2003, Il fioraio di Perón 2009, Amianto. Una storia operaia 2012 (finalista Premio Pozzale Luigi Russo, finalista Premio Chianti Narrativa, premio speciale della giuria Grotte della Gurfa e premio Scrittore toscano dell'anno 2013) e 108 metri. The new working class hero 2018 (Premio Ultima Frontiera, finalista Premio Biella letteratura e industria). 
Ha tradotto dallo spagnolo e dall'inglese l'opera di autori come Evaristo Carriego, Roberto Arlt, Osvaldo Bayer, Angela Davis, David Graeber e John Sinclair. 
Ha fatto parte delle redazioni delle riviste Carmilla on line (diretta da Valerio Evangelisti), Lavoro culturale e Nuova Rivista Letteraria (fondata da Stefano Tassinari). Scrive su Jacobin Italia (edizione italiana dell'omonima rivista statunitense) e pubblica reportage narrativi su La Repubblica, Il manifesto, Il Reportage, Left. 
Dal 2018 dirige la collana Working Class per le Edizioni Alegre e dal 2023 è il direttore artistico del Festival di Letteratura Working Class di Campi Bisenzio. 
La sua opera è tradotta o in corso di traduzione in francese, spagnolo, catalano, greco, svedese e inglese. 
Il suo Amianto. Una storia operaia nel 2020 è stato inserito nella Classifica di qualità de l'Indiscreto tra le cento opere di narrativa italiana più influenti dei primi venti anni del nuovo secolo.

## Opere

### Romanzi (edizioni italiane ed estere)
- 2003 - Potassa, Stampa Alternativa, ISBN 978-88-7226-828-5
- 2009 - Il fioraio di Perón, Stampa Alternativa, ISBN 978-88-6222-109-2
- 2012 - Amianto, una storia operaia, Agenzia X, ISBN 978-88-95029-65-8
- 2014 - Amianto, una storia operaia, nuova edizione ampliata, Edizioni Alegre ISBN 978-88-98841-02-8
- 2015 - PCSP (piccola controstoria popolare), Edizioni Alegre, ISBN 978-88-98841-21-9
- 2018 - 108 metri. The new working class hero, Laterza, ISBN 978-88-581-3136-7
- 2019 – Amianto. Une histoire ouvrière, Agone, Parigi, ISBN 978-27-4890-379-9
- 2021 – 108 metros. The new working class hero, Sensibles a las letras, Hoja de lata, Gijon, ISBN 978-84-1653-784-6
- 2021 – Down and Out in England and Italy, Scribe UK, Londra, ISBN 978-19-1334-837-3
- 2020 – Amianto: Una historia obrera, Hoja de Lata, Gijon, ISBN 978-84-1653-759-4
- 2020 - Nel girone dei bestemmiatori. Una commedia operaia, Laterza
- 2022 – Non è un pranzo di gala. Indagine sulla letteratura working class, Minimum Fax, Roma, ISBN 978-88- 3389-407-2
- 2022 – El círculo de los blasfemos: Una comedia obrera, Hoja de Lata, Gijon, ISBN 978-84-1891-807-0
- 2023 – Amianto, una storia operaia, nuova edizione, Feltrinelli, Milano, ISBN 978-88-0789-814-3

### Racconti in antologie
- 2005 L'arte della fuga, Stampa Alternativa, ISBN 978-88-7226-866-7
- 2011 Sorci verdi, Edizioni Alegre, ISBN 978-88-89772-64-5